# 下水流昂
下水流 昂（しもずる こう、1988年4月23日 - ）は、神奈川県横浜市出身の元プロ野球選手（外野手）。右投右打。

## 経歴

### プロ入り前
兄の影響で野球を始め、横浜市立鴨志田第一小学校から横浜市立鴨志田中学校に進学。中学時代に所属した緑中央シニアで本格的に野球に打ち込んだ。
横浜高時代は、1年時春からベンチ入り。2年秋になって中堅手のレギュラーに定着。3年時春の第78回選抜高等学校野球大会では、準決勝から4番に座り、同校8年ぶりとなる優勝を達成した。夏の第88回全国高等学校野球選手権大会では、1回戦で大阪桐蔭高に6-11で敗れた。高校の同期に福田永将や佐藤賢治や西嶋一記、2学年先輩に涌井秀章や石川雄洋、1学年後輩に髙濱卓也、2学年後輩に土屋健二や倉本寿彦がいる。なお、福田とは小・中・高、シニアと同じチームでプレーしていた。
高校卒業後は、青山学院大学に進学し東都大学野球連盟に加盟する硬式野球部に入部する。1年時春からリーグ戦に出場。2年時春には1試合2本塁打を打つ。3年時に右膝後十字靱帯を部分断裂するという大怪我を負い、秋にはチームが1984年以来となる2部に降格した。4年時は自ら主将に立候補してチームを牽引し、1季で1部リーグに返り咲いた。2時春と4年時秋にベストナインを受賞している。大学通算13本塁打（1部9本、2部4本）。1部通算は86試合276打数62安打31打点8盗塁、打率.225。大学の同期には小池翔大、冨田康祐がいる。
大学卒業後は、社会人野球のHondaに入団。普段は工場に勤務し、自動車製造の心臓部といえるエンジンの鋳造や不具合のチェックなどの社業に携わった。1年目から公式戦に出場し、第82回都市対抗野球大会は初戦敗退に終わった。2年目は、第83回都市対抗野球大会の2回戦で新垣勇人擁する東芝に0-3で敗れた。在籍時のチームメイトには、佐藤達也や諏訪部貴大がいる。
2012年10月25日、プロ野球ドラフト会議で広島東洋カープから4巡目指名を受けた。

### 広島時代

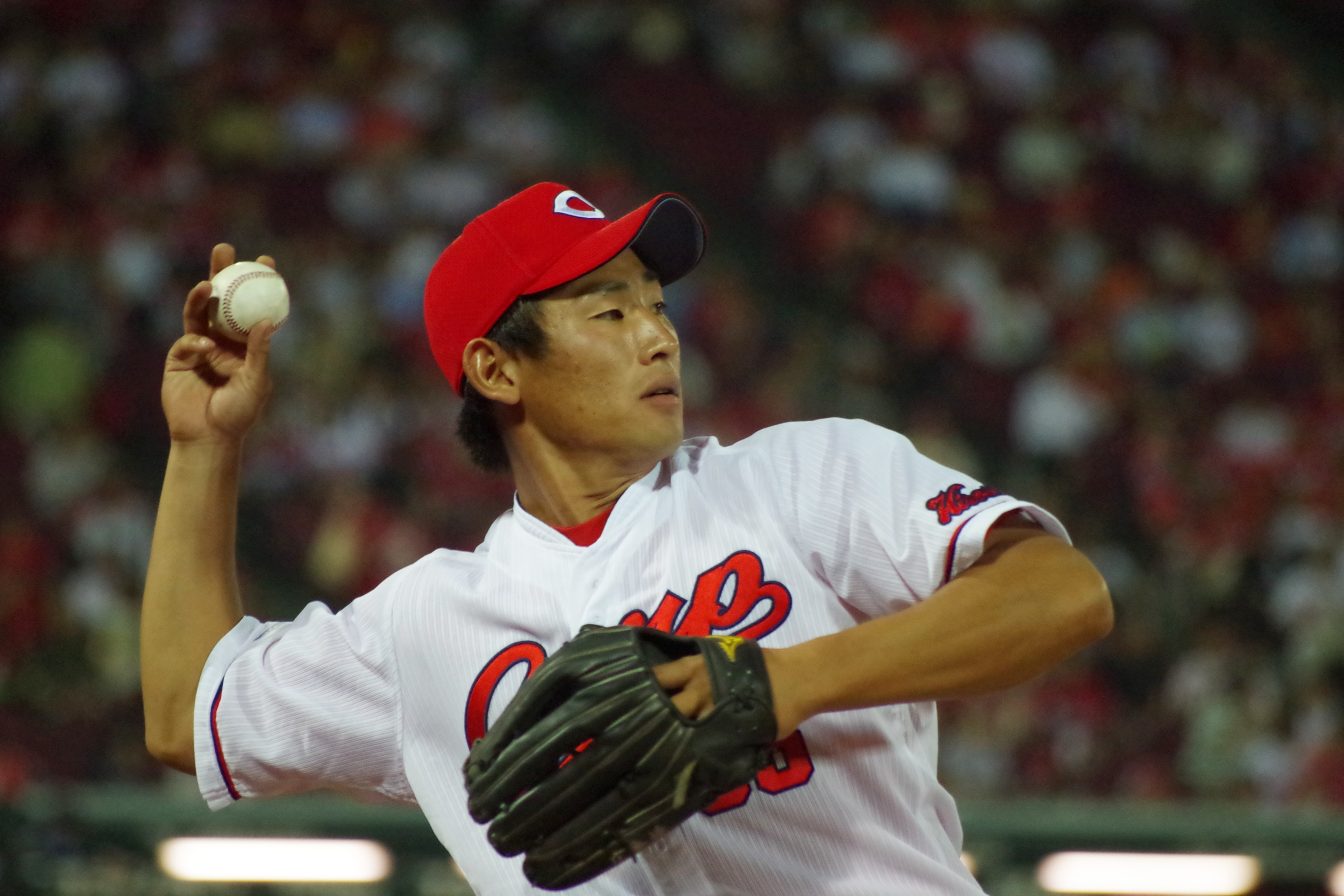
広島時代
（2016年6月17日 マツダスタジアムにて）

2013年の春季キャンプでは二軍スタートであったが、紅白戦などで結果を残し一軍に帯同。しかし3月15日に右長内転筋損傷と診断され離脱した。同年はシーズンの大半を二軍で過ごしたものの、リーグ戦が残り2試合となった10月3日に一軍登録され、同日の試合でスタメンとしてプロ初出場・初安打を記録、10月6日のシーズン最終戦では代打としてプロ初打点を記録した。クライマックスシリーズは左投手対策の右打者としてメンバーに登録され、ファーストステージの第1戦（阪神タイガース戦）に代打で出場した。
2014年は一軍出場の機会はなかった。
2015年は二軍で14本塁打と好調で9月3日に一軍登録、5試合で10打数2安打、打率.200だった。9月11日に登録抹消された。
2016年は試合後の二軍降格が予定されていた3月6日の埼玉西武ライオンズとのオープン戦で代打本塁打を打ち、開幕一軍を勝ち取った。開幕戦に7番ライトで出場したが、4試合6打席で無安打4三振と結果を残すことができず降格となった。交流戦で一軍に復帰し、プロ入り初本塁打を打つなど5本塁打を記録した。また、この活躍を受け広島市下水道局のPRポスターに起用された。その後も安定して一軍に定着し1年を通し48試合に出場しリーグ優勝に貢献。
2017年は9試合に留まった。
2018年は4月1日の対中日ドラゴンズ戦の2回2アウトランナーなしの場面でシーズン初打席を迎え、相手先発の笠原祥太郎の3球目を捉えてバックスクリーンへの本塁打とした。さらに7月20日の対読売ジャイアンツ戦では、延長10回裏2アウトランナー1塁から代打として登場。相手クローザーのスコット・マシソンからサヨナラ2ラン本塁打を放ち、チームの勝利に貢献した。シーズン通算では4本塁打、12打点の成績を残した。なおシーズン後には前述したサヨナラ本塁打が 「スカパー! ドラマティック・サヨナラ賞」の年間大賞に選出されており、この件に関して彼は「県民、ファンに勝利を届けたかった。みんなの思いが乗った。」と語っている。

### 楽天時代
2019年7月2日、三好匠との交換トレードで東北楽天ゴールデンイーグルスへ移籍した。背番号は46。
2021年は6試合の出場に留まり、10月26日に戦力外通告を受けた。そして12月18日に菅原秀と共に現役を引退することを発表した。

### 現役引退後
2022年からは古巣・広島に戻り二軍マネージャーに就く。

## 選手としての特徴・人物

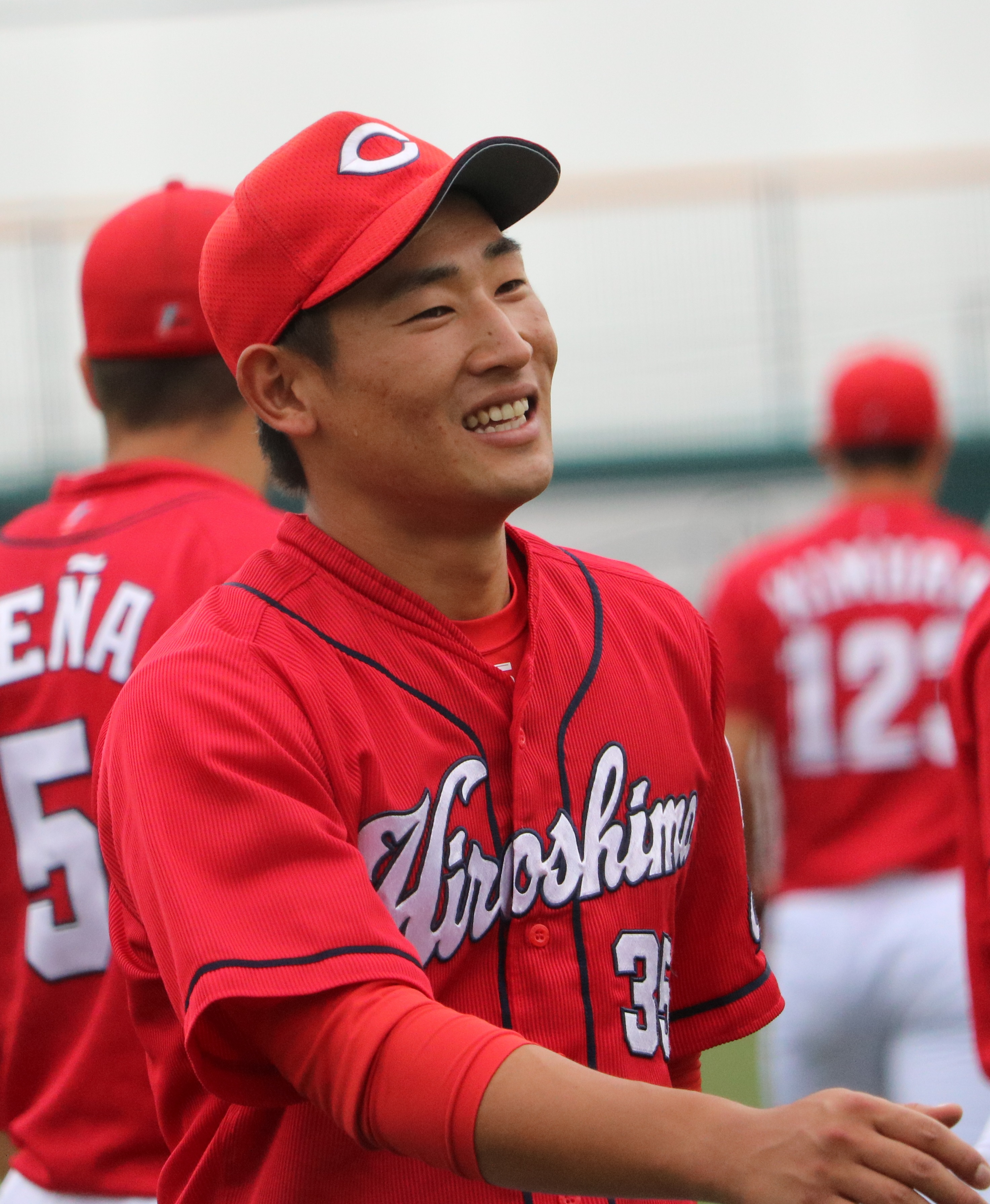
2017年6月21日 ウエスタン・リーグにて

積極的でパンチ力を秘めた広角打法に加え、50メートル走6秒2、遠投110メートルの俊足強肩の外野手。
目標とする選手はHondaの先輩でもある長野久義である。
フジテレビアナウンサーの三田友梨佳とは青山学院大学硬式野球部の選手とマネージャーという間柄で、大学では同期である。「プロで活躍して三田アナのインタビューを受けるのが目標のひとつです」と語っている。
2015年1月21日に中学時代の同級生と入籍し、2016年12月3日にハワイで挙式を行った。

## 詳細情報

### 年度別打撃成績
| 年 度     | 球 団     | 試 合 | 打 席 | 打 数 | 得 点 | 安 打 | 二 塁 打 | 三 塁 打 | 本 塁 打 | 塁 打 | 打 点 | 盗 塁 | 盗 塁 死 | 犠 打 | 犠 飛 | 四 球 | 敬 遠 | 死 球 | 三 振 | 併 殺 打 | 打 率 | 出 塁 率 | 長 打 率 | O P S |
| --------- | --------- | ----- | ----- | ----- | ----- | ----- | -------- | -------- | -------- | ----- | ----- | ----- | -------- | ----- | ----- | ----- | ----- | ----- | ----- | -------- | ----- | -------- | -------- | ----- |
| 2013      | 広島      | 2     | 5     | 5     | 0     | 2     | 0        | 0        | 0        | 2     | 1     | 0     | 0        | 0     | 0     | 0     | 0     | 0     | 1     | 0        | .400  | .400     | .400     | .800  |
| 2015      | 広島      | 5     | 10    | 10    | 0     | 2     | 0        | 0        | 0        | 2     | 0     | 0     | 0        | 0     | 0     | 0     | 0     | 0     | 3     | 0        | .200  | .200     | .200     | .400  |
| 2016      | 広島      | 48    | 116   | 104   | 11    | 26    | 6        | 0        | 5        | 47    | 18    | 0     | 0        | 0     | 0     | 12    | 0     | 0     | 26    | 7        | .250  | .328     | .452     | .780  |
| 2017      | 広島      | 9     | 9     | 9     | 1     | 1     | 1        | 0        | 0        | 2     | 0     | 0     | 0        | 0     | 0     | 0     | 0     | 0     | 2     | 0        | .111  | .111     | .222     | .333  |
| 2018      | 広島      | 67    | 89    | 80    | 8     | 21    | 1        | 0        | 4        | 34    | 12    | 0     | 1        | 2     | 0     | 7     | 0     | 0     | 25    | 5        | .263  | .322     | .425     | .747  |
| 2019      | 広島      | 2     | 4     | 4     | 0     | 0     | 0        | 0        | 0        | 0     | 0     | 0     | 0        | 0     | 0     | 0     | 0     | 0     | 2     | 1        | .000  | .000     | .000     | .000  |
| 2019      | 楽天      | 50    | 101   | 88    | 12    | 22    | 2        | 0        | 2        | 30    | 6     | 0     | 1        | 2     | 0     | 10    | 0     | 1     | 28    | 1        | .250  | .333     | .341     | .674  |
| '19計     | 楽天      | 52    | 105   | 92    | 12    | 22    | 2        | 0        | 2        | 30    | 6     | 0     | 1        | 2     | 0     | 10    | 0     | 1     | 30    | 2        | .239  | .324     | .326     | .650  |
| 2020      | 楽天      | 20    | 35    | 32    | 1     | 6     | 0        | 1        | 1        | 11    | 5     | 0     | 0        | 0     | 0     | 2     | 0     | 1     | 11    | 0        | .188  | .257     | .344     | .601  |
| 2021      | 楽天      | 6     | 10    | 10    | 0     | 1     | 0        | 0        | 0        | 1     | 0     | 0     | 0        | 0     | 0     | 0     | 0     | 0     | 4     | 0        | .100  | .100     | .100     | .200  |
| 通算：8年 | 通算：8年 | 209   | 379   | 342   | 33    | 81    | 10       | 1        | 12       | 129   | 42    | 0     | 2        | 4     | 0     | 31    | 0     | 2     | 102   | 14       | .237  | .304     | .377     | .681  |

### 年度別守備成績
| 年 度 | 球 団 | 外野  | 外野  | 外野  | 外野  | 外野  | 外野     |
| 年 度 | 球 団 | 試 合 | 刺 殺 | 補 殺 | 失 策 | 併 殺 | 守 備 率 |
| ----- | ----- | ----- | ----- | ----- | ----- | ----- | -------- |
| 2013  | 広島  | 1     | 4     | 0     | 0     | 0     | 1.000    |
| 2015  | 広島  | 3     | 4     | 0     | 0     | 0     | 1.000    |
| 2016  | 広島  | 34    | 41    | 0     | 0     | 0     | 1.000    |
| 2017  | 広島  | 2     | 0     | 0     | 0     | 0     | .---     |
| 2018  | 広島  | 48    | 47    | 1     | 1     | 1     | .980     |
| 2019  | 広島  | 1     | 2     | 0     | 1     | 0     | .667     |
| 2019  | 楽天  | 41    | 33    | 1     | 2     | 0     | .944     |
| '19計 | 楽天  | 42    | 35    | 1     | 3     | 0     | .923     |
| 2020  | 楽天  | 13    | 12    | 1     | 0     | 0     | 1.000    |
| 2021  | 楽天  | 13    | 12    | 1     | 0     | 0     | 1.000    |
| 通算  | 通算  | 143   | 143   | 3     | 4     | 1     | .973     |

### 表彰
- スカパー! ドラマティック・サヨナラ賞年間大賞：1回（2018年）
- 月間サヨナラ賞：2回（2018年3・4月、7月）

### 記録
初記録
- 初出場・初先発出場：2013年10月3日、対中日ドラゴンズ24回戦（MAZDA Zoom-Zoom スタジアム広島）、7番・左翼手で先発出場
- 初打席・初安打：同上、2回裏に小川龍也から中前安打
- 初打点：2013年10月6日、対東京ヤクルトスワローズ24回戦（MAZDA Zoom-Zoom スタジアム広島）、6回裏に木村昇吾の代打で出場、村中恭兵から中前適時打[8]
- 初本塁打：2016年6月19日、対オリックス・バファローズ3回戦（MAZDA Zoom-Zoom スタジアム広島）、6回裏に一岡竜司の代打で出場、白仁田寛和から左越2ラン[24]

### 背番号
- 35（2013年 - 2019年7月3日[15]）
- 46（2019年7月4日[15] - 2021年）

## 関連情報

### CM
- 東亜地所 カープ選手4人篇（2017年） - 東亜地所イメージキャラクターも務める